# نظام الطاقة

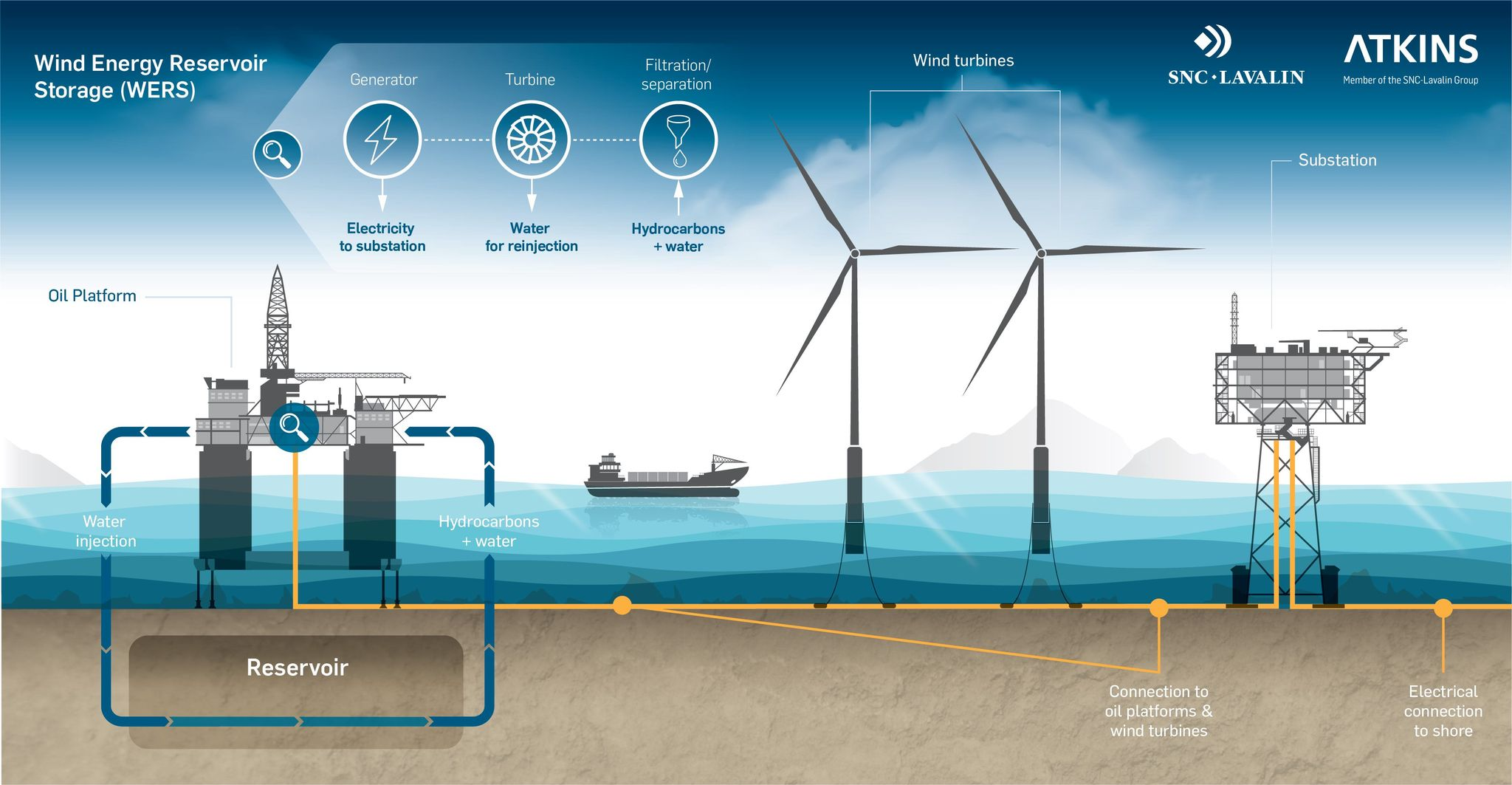
رسم تخطيطي لنظام تخزين خزان طاقة الرياح (WERS).

نظام الطاقة هو نظام مصمم بشكل أساسي بهدف توفير خدمات الطاقة للمستخدمين النهائيين. عرّف تقرير التقييم الخامس للجنة الدولية للتغيرات المناخية نظام الطاقة آخذة بعين الاعتبار وجهة النظر الهيكلية بأنه: «جميع المكونات المتعلقة بإنتاج وتحويل وتسليم واستخدام الطاقة». يشمل مجال اقتصاديات الطاقة أسواق الطاقة، ويتعامل مع نظام الطاقة لابتكار الأنظمة الفنية والاقتصادية التي تلبي طلب المستهلكين على الطاقة في أشكال الحرارة والوقود والكهرباء.
يشمل المفهومان المبدئيان بعض الإجراءات، بما في ذلك المنور وعزل المباني وتصميمها وفق معطيات الطاقة الشمسية، فضلاً عن العوامل الاجتماعية والاقتصادية مثل إدارة الطلب على الطاقة وحتى العمل عن بُعد. وبالتالي، يمتد مجال تحليل أنظمة الطاقة إلى مجالات الهندسة والاقتصاد. يُعتبر دمج الأفكار من كلا المجالين لتشكيل وصف شامل أمرًا صعبًا، لا سيما عندما يتعلق الأمر بمتغيرات الاقتصاد الكلي. يتطور مفهوم نظام الطاقة مع تطوير اللوائح والتقنيات والممارسات الجديدة، على سبيل المثال: تجارة الانبعاثات، وتطوير الشبكات الذكية، وترشيد استخدام الطاقة بشكل أكبر لإدارة الطلب على الطاقة.

## استعراض
يشبه نظام الطاقة من المنظور الهيكلي أي نظام عام، ويتألف من مجموعة من الأجزاء المتفاعلة الموجودة داخل البيئة. استُمدت هذه المكونات من الأفكار الهندسية والاقتصادية. من خلال إلقاء نظرة على هذه العملية، فإن نظام الطاقة «يتكون من مجموعة متكاملة من الأنشطة الفنية والاقتصادية التي تعمل ضمن إطار تفاعلي معقد». يعتمد تحديد مكونات نظام الطاقة وسلوكياته على الظروف والهدف المطلوب من التحليل والأسئلة التي تحتاج إجابة. وبالتالي، فإن مفهوم نظام الطاقة هو مجرد تجريد حاسوبي يسبق عادة شكلًا ما من أشكال الدراسة، مثل بناء واستخدام نموذج طاقة مناسب.
وباستخدام المصطلحات الهندسية، يمنحنا نظام الطاقة المجال لتمثيله كشبكة تدفق: ترمز القمم في الخريطة للمكونات الهندسية مثل محطات الطاقة وخطوط الأنابيب وخريطة الحدود إلى الفواصل بين هذه المكونات. يسمح هذا النهج بتجميع المكونات المتشابهة أو المتجاورة ومعاملتها كمكون واحد لتبسيط النموذج. بمجرد إنهاء الوصف، يمكن تطبيق خوارزميات شبكة التدفق مثل الحد الأدنى لتكلفة التدفق. يمكن التعامل مع المكونات نفسها على أنها أنظمة تحريكية بسيطة في حد ذاتها.
وبالمقابل، قد تسلك النماذج الاقتصادية الصرفة نسبيًا نهج القطاعات مع وجود تفاصيل هندسية محدودة فقط. غالبًا ما تُستخدم فئات القطاعات الرئيسية والفرعية التي نشرتها وكالة الطاقة الدولية كأساس لهذا التحليل. قارنت دراسة أجراها قطاع الطاقة السكنية في المملكة المتحدة عام 2009 بين استخدام نموذج ماركال التكنولوجي والعديد من نماذج الأسهم السكنية في المملكة المتحدة.
عادة ما تُقسّم إحصاءات الطاقة الدولية حسب المجال والقطاع الرئيسي والقطاع الفرعي والبلد. تُصنَّف ناقلات الطاقة (المعروفة أيضًا باسم منتجات الطاقة) كطاقة أولية وطاقة ثانوية (أو متوسطة) وأحيانًا طاقة مُستخدمة نهائية. تُعدل مجموعات البيانات المنشورة عن الطاقة عادة لتكون متسقة داخليًا، ما يعني أن مخزون الطاقة وتدفقاتها يجب أن تكون متوازنة. تنشر وكالة الطاقة الدولية بانتظام إحصاءات الطاقة وأرصدة الطاقة مع معلومات عن التفاصيل والتكلفة، وتقدم أيضًا توقعات منتصف فترة الاستخدام بناءً على هذه البيانات.
يمكن أن تختلف أنظمة الطاقة بحسب النطاق: المحلي والبلدي والوطني والإقليمي وصولًا للنطاق العالمي اعتمادًا على القضايا المدروسة. يمكن للباحثين تضمين كمية الطلب ضمن تعريفهم لنظام الطاقة أو عدم تضمينه. تقوم الهيئة الحكومية الدولية المعنية بتغير المناخ بذلك، ولكنها تغطي هذه الكميات في أقسام منفصلة عن النقل والمباني والصناعة والزراعة.
يمكن أيضًا تضمين الاستهلاك والاستثمار الأسري ضمن نطاق نظام الطاقة. تُعتبر هذه الأمور غير شائعة لأنه من الصعب وصف سلوك المستهلك، ولكن الهدف هو إدراج العوامل البشرية في النماذج. قد تُمثَّل معايير اتخاذ القرارات المنزلية باستخدام أساليب العقلانية المحدودة والسلوك القائم على العميل. تدعو الجمعية الأمريكية لتقدم العلوم إلى «إيلاء المزيد من الاهتمام لدمج الاعتبارات السلوكية لا السلوك القائم على الأسعار والدخل في النماذج الاقتصادية لنظام الطاقة».

## خدمات الطاقة
يعتبر مفهوم خدمة الطاقة أمرًا أساسيًا، لا سيما لتحديد الغرض من نظام الطاقة:
«من المهم أن ندرك أن استخدام الطاقة ليس غاية في حد ذاته؛ بل هو تلبية لاحتياجات الإنسان ورغباته. خدمات الطاقة هي الغاية التي يوفر لها نظام الطاقة الوسائلَ».
يمكن تعريف خدمات الطاقة بأنها وسائل الراحة المقدمة من خلال استهلاك الطاقة. بشكل مفصل:
«يجب تحديد الطلب حين يمكننا ذلك بحسب توفير خدمة الطاقة على النحو المطلوب، على سبيل المثال: درجة حرارة الهواء في حالة التدفئة أو مستويات لُكس للاستضاءة. تدعم هذه الطريقة مجموعة كبيرة من الاستجابات المحتملة لمسألة العرض، بما في ذلك استخدام تقنيات التوفير مثل العزل والمنور».
تُعتبر مراعاة خدمات الطاقة للفرد وكيفية إسهام هذه الخدمات في رفاهية الإنسان ونوعية الحياة الفردية أمرًا بالغ الأهمية في النقاش الدائر حول الطاقة المستدامة. من الواضح أن الأشخاص الذين يعيشون في مناطق فقيرة ذات مستويات منخفضة من استهلاك خدمات الطاقة سيستفيدون من زيادة الاستهلاك، والعكس بالنسبة لمن لديهم مستويات عالية من الاستهلاك.
أدت فكرة خدمات الطاقة إلى ظهور شركات خدمات الطاقة التي تتعاقد لتقديم خدمات الطاقة إلى العميل على فترات طويلة. تتمتع شركات خدمات الطاقة بحرية اختيار أفضل الوسائل لتقديم خدماتها، بما في ذلك الاستثمارات لتحقيق أفضل أداء حراري ومعدات التدفئة والتهوية والتكييف في المباني.

## معايير المنظمة الدولية للمعايير (أيزو) 13600 و13601 و13602 بخصوص تقنيات أنظمة الطاقة
تشكل أيزو 13600 وأيزو 13601 وأيزو 13602 مجموعة من المعايير الدولية المتعلقة بتقنيات أنظمة الطاقة. تقدم هذه الوثائق (على الرغم من سحبها قبل عام 2016) تعاريف مفيدة وخطوطًا عريضة لإضفاء الطابع الرسمي على هذه الأنظمة. تقسم المعايير نظام الطاقة إلى قطاعات العرض والطلب، وتربطها بتدفق سلع الطاقة القابلة للتداول. لدى كل قطاع مجموعة من المدخلات والمخرجات وبعض المنتجات الثانوية المطلوبة أو المرفوضة. يمكن تقسيم القطاعات الرئيسية إلى قطاعات فرعية يحقق كل منها هدفًا محددًا. يهدف قطاع الطلب في النهاية إلى تقديم خدمات الطاقة للمستهلكين.